# NTN Buzztime
NTN Buzztime es una empresa dedicada a la producción de entretenimiento interactivo en diversas plataformas. Su producto más reconocido, llamado simplemente Buzztime y anteriormente conocido como NTN Network, ha estado transmitiendo trivia y otros juegos a través de banda ancha desde 1985. Esta transmisión se realiza a una red nacional que abarca más de 3,800 bares y restaurantes en Estados Unidos, Canadá y el Caribe. Aunque las operaciones en el Reino Unido se interrumpieron en 2008, Buzztime ha estado disponible para jugadores fuera de los bares desde la década de 1990, inicialmente como NTN Trivia en la red de juegos en línea de Sierra Entertainment, ImagiNation Network (INN). INN permitía a los jugadores competir a nivel mundial y alcanzar clasificaciones sin la necesidad de estar en un bar, marcando una innovación en ese momento. Sin embargo, INN desapareció después de ser adquirido por ATT. En la actualidad, Buzztime se ofrece principalmente en bares y restaurantes de propiedad independiente, pero también está disponible en cada establecimiento de dos cadenas importantes en Estados Unidos: Buffalo Wild Wings y Damon's Grill. Aunque, en agosto de 2021, Buffalo Wild Wings solo ofrece Buzztime en 7 ubicaciones de Estados Unidos distribuidas en 5 estados diferentes. Además, se encuentra disponible en ubicaciones seleccionadas de TGI Friday y Applebee's. Buzztime ofrece una amplia variedad de juegos de trivia que abarcan temas como cultura pop, entretenimiento, historia mundial, geografía, deportes y música. También proporciona juegos de trivia generales con preguntas en diversas categorías para adaptarse a los gustos e intereses de los jugadores.
NTN Buzztime, Inc. tiene su sede en Carlsbad, California. La empresa fue fundada originalmente como Alroy Industries  y llevó el nombre de NTN Communications, Inc. desde 1985 hasta 2005.

## Otros productos
En 1988, NTN Buzztime inició un proyecto en colaboración con Kentucky Educational Television para proporcionar teclados interactivos a los distritos escolares de Kentucky. Esta iniciativa formaba parte de un nuevo programa de entrega de programas por satélite, que finalmente se materializó como los KET Star Channels. La inspiración para esta tecnología se originó a partir del uso de la tecnología Buzztime en un bar de Lexington, donde se implementó en un juego de predicción de fútbol. El primer curso de Star Channels, centrado en estadística y probabilidad, se lanzó en enero de 1989 en 24 escuelas secundarias de Kentucky, extendiéndose además a otras 41 escuelas secundarias en 16 estados. Posteriormente, el programa se implementó a nivel estatal después de que la Corte Suprema de Kentucky declarara inconstitucional el sistema educativo del estado. Star Channels captó la atención a nivel internacional, atrayendo delegaciones de países como China y Kuwait. Este programa educativo innovador demostró ser un enfoque vanguardista en el uso de la tecnología para la enseñanza y atrajo la atención global por su impacto en el ámbito educativo.
NTN Buzztime anteriormente fabricaba diversos productos de localización inalámbrica, entre los cuales se destacaba un dispositivo comúnmente utilizado para notificar cuando un pedido de comida estaba preparado. No obstante, la empresa optó por vender su división de productos inalámbricos en 2006.
NTN Buzztime también desarrolló y distribuyó el software de reservas y asignación de asientos ProHost, diseñado para administrar las operaciones de puertas y pisos en restaurantes, casinos, parques temáticos y hoteles. Esta iniciativa se llevó a cabo desde su oficina en Arlington, TX, conocida como "Soluciones de software". Entre sus clientes exclusivos se encontraban empresas destacadas como Harrah's Entertainment, MGM Mirage, Universal Studios y Hard Rock Cafe. En 2007, NTN Buzztime, Inc. optó por vender la división de soluciones de software a ESP Digital Media.

## Demandas
En 1997, NTN se enfrentó a una denuncia que la acusaba de planear una "estrategia de salida", la cual resultaría en el otorgamiento de millones de dólares en compensación a ciertos acusados después de su renuncia. En el año 2000, se llegó a un acuerdo por un monto de 3,250,000 dólares para resolver la disputa. 
En enero de 2008, la compañía presentó una demanda legal en el Distrito Sur de California contra Sony Computer Entertainment Europe, alegando que Sony había infringido varias de sus marcas registradas. La demanda acusaba a Sony de una violación que calificaba como "maliciosa, fraudulenta, consciente, deliberada y premeditada" de sus marcas registradas. En el documento legal, Buzztime solicitó la retirada y destrucción de todos los productos infractores, así como daños reales, daños punitivos, honorarios legales y una orden al tribunal para que la Oficina de Patentes y Marcas de EE. UU. no registrara las marcas registradas pendientes de Buzz! en ese momento. El caso finalmente se resolvió extrajudicialmente a favor de Sony. 